# Liste der Baudenkmäler in Merten (Bornheim)
Die Liste der Baudenkmäler in Merten (Bornheim) enthält die denkmalgeschützten Bauwerke auf dem Gebiet von Bornheim (Rheinland)-Merten in Nordrhein-Westfalen (Stand: Februar 2014). Diese Baudenkmäler sind in der Denkmalliste der Stadt Bornheim (Rheinland) eingetragen; Grundlage für die Aufnahme ist das Denkmalschutzgesetz Nordrhein-Westfalen (DSchG NRW).

## Allgemein
- Bild: Bild des Kulturdenkmals, ggf. zusätzlich mit einem Link zu weiteren Fotos des Kulturdenkmals im Medienarchiv Wikimedia Commons
- Bezeichnung: Name des Kulturdenkmals
- Lage: Straßenname und Hausnummer oder Flurstücknummer des Kulturdenkmal, gegebenenfalls auch den Ortsteil. Die Grundsortierung der Liste erfolgt nach dieser Adresse. Der Link (Karte) führt zu verschiedenen Kartendiensten mit der Position des Kulturdenkmals. Fehlt dieser Link, wurden die Koordinaten noch nicht eingetragen. Sind diese bekannt, können sie über ein Tool mit einer Kartenansicht einfach nachgetragen werden. In dieser Kartenansicht sind Kulturdenkmale ohne Koordinaten mit einem roten bzw. orangen Marker dargestellt und können durch Verschieben auf die richtige Position in der Karte mit Koordinaten versehen werden. Kulturdenkmale ohne Bild sind an einem blauen bzw. roten Marker erkennbar.
- Beschreibung: Kurzcharakteristik des Kulturdenkmals
- Bauzeit: Baubeginn, Fertigstellung, Datum der Erstnennung oder grobe zeitliche Einordnung entsprechend des Eintrags in der zuständigen Denkmaldatenbank
- Eingetragen seit: Datum der Erfassung in der zuständigen Denkmaldatenbank

## Baudenkmäler
| Bild           | Bezeichnung                                               | Lage                                       | Beschreibung | Bauzeit | Eingetragen seit | Denkmal- nummer |
| -------------- | --------------------------------------------------------- | ------------------------------------------ | ------------ | ------- | ---------------- | --------------- |
| BW             | Mönchshof                                                 | Merten Bachstraße 23 Karte                 |              |         |                  | 10              |
| weitere Bilder | Friedhof Merten, romanische Kapelle, Brunnenhäuschen etc. | Merten Martinstraße Karte                  |              |         |                  | 32              |
| weitere Bilder | Backsteinhofanlage                                        | Merten Bonn-Brühler-Straße 105 Karte       |              |         |                  | 40              |
| weitere Bilder | Wegekreuz „Pestkreuz“                                     | Merten Bonn-Brühler-Straße / Holzweg Karte |              |         |                  | 90              |
| weitere Bilder | Wohnhaus, ehemaliges Bürgermeisteramt                     | Merten Beethovenstraße 18 Karte            |              |         |                  | 117             |
| Fachwerkhaus   | Fachwerkhaus                                              | Merten Wagnerstraße 2 Karte                |              |         |                  | 135             |
| weitere Bilder | Wohnhaus                                                  | Merten Bonn-Brühler-Straße 19 Karte        |              |         |                  | 151             |
|                | Grabkreuz                                                 | Merten Kirchstraße (vor der Kirche)        |              |         |                  | 153             |
|                | Kreuz                                                     | Merten Klosterstraße (im Klostergarten)    |              |         |                  | 155             |
|                | Bauernstein                                               | Merten Martinstraße                        |              |         |                  | 156             |
| weitere Bilder | Fachwerkhofanlage                                         | Merten Regerstraße 6 Karte                 |              |         |                  | 162             |
| weitere Bilder | Wegekreuz                                                 | Merten Bachstraße / Ecke Schottgasse       |              |         |                  | 165             |
|                | Wegekreuz                                                 | Merten Herrenkreuzweg                      |              |         |                  | 166             |
|                | Spätgotisches Kruzifix                                    | Merten Kirchstraße                         |              |         |                  | 228             |